# Le Livre blanc
Le Livre blanc est un roman écrit par Jean Cocteau en 1927 et publié anonymement en 1928 par Maurice Sachs, à 31 exemplaires. 
Il s’agit d’un récit poétique et homoérotique, librement inspiré de son histoire familiale, de ses souvenirs d’enfance et d’adolescence et de ses premières expériences homosexuelles. 
En particulier, le narrateur aborde l'attirance sexuelle pour un lycéen, Dargelos (éphèbe «à la virilité très au-dessus de la moyenne» qu'on retrouve dans Les Enfants terribles) et ses sentiments pour les garçons qu’il a aimés, notamment, à mots couverts, sa relation avec Jean Desbordes. 
Les premiers tirages, en nombre limité (31 exemplaires seulement), ne mentionnent pas le nom de l’auteur. La seconde édition, en 1930, comporte dix-huit dessins et une préface de Cocteau dans laquelle il ne reconnait pas la paternité du livre sans le nier :  « On a dit que Le Livre blanc était mon œuvre » - et malgré tout le bien que Cocteau pourrait dire de ce livre - « serait-il même de moi » - il n'y associerait pas son nom, car il s'agit d'une autobiographie et la sienne serait sans aucun doute encore plus singulière. 
Le Livre blanc se termine par la fameuse phrase : « Mais je n’accepte pas qu’on me tolère. Cela blesse mon amour de l’amour et de la liberté ».

## Commentaires
Le livre est écrit à une époque où le modèle social hétérosexuel domine et où une obligation au silence s’impose à ceux qui s'en écartent. Ce n’est pas un livre militant, Jean Cocteau ne le signe pas et se conforme ainsi à l’ordre social. Cependant la légèreté du ton, la beauté des métaphores utilisées, en font un classique de la littérature gay.